# Turgut Reis
Turgut Reis (1485 – 23 tháng 6 năm 1565) là một Đại Đô đốc người Hy Lạp của Đế quốc Ottoman, và là một tên cướp biển; ông được bổ nhiệm làm Bey (Phó Tổng binh) xứ Algiers; Beylerbey (Tổng binh) của vùng Địa Trung Hải; và đầu tiên làm Bey (Phó Tổng binh), sau đó làm Pasha (Tổng đốc quân sự) của xứ Tripoli. Dưới sự thống lĩnh Hải quân của ông, vùng biển của Đế quốc Ottoman được mở rộng trên khắp vùng Bắc Phi. Khi Turgut làm quan Tổng đốc quân sự, ông trang hoàng và phát triển thành phố Tripoli, đưa Tripoli trở thành một trong những thành phố tuyệt đẹp ở vùng ven biển Bắc Phi. Tên tuổi ông được đề cập đến trong nhiều tư liệu cổ Thổ Nhĩ Kỳ và châu Âu, và trong khi tên của ông là Dragut hay Darghouth trong nhiều ngôn ngữ khác nhau, tên gốc của ông ở Thổ Nhĩ Kỳ là Turgut Reis (Reis = Thuyền trưởng) hoặc ít thông dụng hơn là Torgut Reis.

## Những năm tháng đầu đời
Tên cướp biển khét tiếng trong tương lai - Turgut là người tộc Hy Lạp, ông sinh ra ở một ngôi lầng gần Bodrum, ở phần đất ven biển Aegean của vùng Tiểu Á. Khi còn trẻ, ông bị bọn cướp biển bắt sống và cải sang Hồi giáo. Năm 12 tuổi, một viên thống soái Quân đội Ottoman phải chú ý đến tài năng xuất sắc của ông trong việc dùng giáo và cung, do đó vị thống soái tuyển mộ ông vào Quân đội Ottoman. Được vị thống soái hỗ trợ, chàng trai trẻ Turgut trở thành một thủy thủ tài năng, một người giỏi bắn pháo, và được dạy dỗ để trở thành một người lính pháo thủ và là bậc thầy pháo binh trong các cuộc vây hãm - một tài năng sẽ đóng vai trò quan trọng những chiến công và danh tiếng là nhà chiến thuật Hải quân siêu việt của Turgut sau này. Cuối cùng, quan Tổng đốc Thổ Nhĩ Kỳ Ottoman bắt ông mang đến xứ Ai Cập vào năm 1517, tại đây, ông tham chiến trong lực lượng Pháo binh. Sau khi vị chủ tướng của ông qua đời, ông đến thành phố Alexandria và mở đầu sự nghiệp thủy binh của mình sau khi gia nhập hạm đội của tướng Sinanüddin Yusuf Pasha. Trong những năm tháng chiến đấu trên hạm đội này, ông được mến mộ về luôn giành thắng lợi trong việc tiêu diệt những chiến thuyền lớn của đối phương bằng việc bắn pháo. Turgut sớm có tài năng làm người đi biển và trở thành thuyền trưởng của một chiếc thuyền hai buồm, và được giao cho 1/4 quyền sở hữu chiếc thuyền đó. Sau một vài cuộc chiến thắng thắng lợi, ông chiếm lĩnh toàn bộ quyền sở hữu chiếc thuyền hai buồm này.